# Championnats d'Asie de cyclisme 2015
Navigation
Championnats d'Asie 2014 Championnats d'Asie 2016
Les Championnats d'Asie de cyclisme 2015 ont lieu du 4 au 14 février 2015 à Nakhon Ratchasima en Thaïlande.
La course en ligne masculine des espoirs est également la deuxième épreuve de l'UCI Coupe des Nations U23 2015.

## Résultats des championnats sur route

### Épreuves masculines
| Hommes - Élites  |                |                      |                      |
| Course en ligne  | Hossein Askari | Yousif Mirza         | Kōhei Uchima         |
| Contre-la-montre | Hossein Askari | Zhandos Bizhigitov   | Choe Hyeong-min      |
| Hommes - Espoirs |                |                      |                      |
| Course en ligne  | Yūma Koishi    | Esmail Chaichi       | Peng Yuan-tang       |
| Contre-la-montre | Park Sang-hoon | Amir Kolahdozhagh    | Yūma Koishi          |
| Hommes - Juniors |                |                      |                      |
| Course en ligne  | Fung Ka Hoo    | Yuttana Mano         | Mohammad Ganjkhanlou |
| Contre-la-montre | Keitaro Sawada | Patompob Phonarjthan | Kang Tae-woo         |

### Épreuves féminines
| Femmes - Élites  |                 |                  |                          |
| Course en ligne  | Huang Ting-ying | Hsiao Mei-yu     | Zhao Juan Meng           |
| Contre-la-montre | Na Ah-reum      | Mayuko Hagiwara  | Enkhjargal Tuvshinjargal |
| Femmes - Juniors |                 |                  |                          |
| Course en ligne  | Yumi Kajihara   | Yao Chang        | Hoi Wah Leung            |
| Contre-la-montre | Yumi Kajihara   | Tatyana Geneleva | Thu Mai Nguyen Thi       |

## Résultats des championnats sur piste

### Épreuves masculines
| Épreuves               | Or                                                | Argent                                                                 | Bronze                                                               |
| ---------------------- | ------------------------------------------------- | ---------------------------------------------------------------------- | -------------------------------------------------------------------- |
| Kilomètre              | Im Chae-bin                                       | Wu Lok Chun                                                            | Ehsan Khademi                                                        |
| Keirin                 | Azizulhasni Awang                                 | Yuta Wakimoto                                                          | Worayuth Kapunya                                                     |
| Vitesse individuelle   | Tomoyuki Kawabata                                 | Azizulhasni Awang                                                      | Kang Dong-jin                                                        |
| Vitesse par équipes    | Corée du Sud Kang Dong-jin Im Chae-bin Jeyong Son | Japon Kazuki Amagai Kazunari Watanabe Yudai Nitta                      | Chine Hu Ke Xu Chao Bao Saifei                                       |
| Poursuite individuelle | Park Sang-hoon                                    | Cheung King Lok                                                        | Ryo Chikatani                                                        |
| Poursuite par équipes  | Chine Liu Hao Liu Wei Qin Chenlu Shen Pingan      | Japon Kazushige Kuboki Ryo Chikatani Shogo Ichimaru Takuto Kurabayashi | Corée du Sud Shin Dong-hyun Park Keon-woo Park Sang-hoon Im Jae-yeon |
| Course aux points      | Takuto Kurabayashi                                | Yousif Mirza                                                           | Shin Don-gin                                                         |
| Scratch                | Behnam Khalilikhosroshahi                         | Jan Paul Morales                                                       | Liu Ching-feng                                                       |
| Américaine             | Hong Kong Cheung King Lok Leung Chun Wing         | Iran Arvin Moazemi Amir Zargari                                        | Corée du Sud Choi Seung-woo Park Keon-woo                            |
| Omnium                 | Gumerov Timur                                     | Im Jae-yeon                                                            | Artyom Zakharov                                                      |

### Épreuves féminines
| Épreuves               | Or                                                       | Argent                                                     | Bronze                                                           |
| ---------------------- | -------------------------------------------------------- | ---------------------------------------------------------- | ---------------------------------------------------------------- |
| 500 mètres             | Lee Wai Sze                                              | Fatehah Mustapa                                            | Kayono Maeda                                                     |
| Keirin                 | Junhong Lin                                              | Lee Hyejin                                                 | Lee Wai Sze                                                      |
| Vitesse individuelle   | Lee Wai Sze                                              | Junhong Lin                                                | Fatehah Mustapa                                                  |
| Vitesse par équipes    | Corée du Sud Choi Seul-gi Lee Hye-jin                    | Japon Kayono Maeda Takako Ishii                            | Chine Li Xuemei Shi Jingjing                                     |
| Poursuite individuelle | Huang Ting-ying                                          | Yang Qianyu                                                | Supaksorn Nuntana                                                |
| Poursuite par équipes  | Chine Jing Yali Zhao Baofang Huang Dong Yan Jiang Wenwen | Hong Kong Yang Qianyu Pang Yao Meng Zhao Juan Leung Bo Yee | Japon Kanako Kase Sakura Tsukagoshi Minami Uwano Kisato Nakamura |
| Course aux points      | Huang Ting-ying                                          | Chaek Yung Lee                                             | Sakura Tsukagoshi                                                |
| Scratch                | Huang Ting-ying                                          | Pang Yao                                                   | Yoko Kojima                                                      |
| Omnium                 | Luo Xiao Ling                                            | Diao Xiao Juan                                             | Hsiao Mei Yu                                                     |

## Tableau des médailles
Les compétitions espoirs et juniors ne sont pas comptabilisées au tableau des médailles.
| Rang  | Nation              | Or | Argent | Bronze | Total |
| ----- | ------------------- | -- | ------ | ------ | ----- |
| 1     | Corée du Sud        | 5  | 3      | 5      | 13    |
| 2     | Chine               | 4  | 1      | 3      | 8     |
| 3     | Taipei chinois      | 4  | 1      | 2      | 7     |
| 4     | Hong Kong           | 3  | 6      | 1      | 10    |
| 5     | Iran                | 3  | 1      | 1      | 5     |
| 6     | Japon               | 2  | 5      | 7      | 14    |
| 7     | Malaisie            | 1  | 2      | 1      | 4     |
| 8     | Ouzbékistan         | 1  | 0      | 0      | 1     |
| 9     | Émirats arabes unis | 0  | 2      | 0      | 2     |
| 10    | Kazakhstan          | 0  | 1      | 1      | 2     |
| 11    | Philippines         | 0  | 1      | 0      | 1     |
| 12    | Mongolie            | 0  | 0      | 1      | 1     |
| 12    | Thaïlande           | 0  | 0      | 1      | 1     |
| Total | Total               | 23 | 23     | 23     | 69    |